# 西澤ロイ
西澤 ロイ（にしざわ ろい、1977年3月15日 - ）は、日本の英語講師、コンサルタント、カウンセラー、ラジオパーソナリティ。通称は「イングリッシュ・ドクター」。なお、「イングリッシュ・ドクター」は2018年3月23日に商標登録が完了している。

## 人物・経歴
北海道出身、本名は西澤亮。獨協大学外国語学部英語学科卒業。TOEIC満点(990点)、TOEFL(PBT)613点。
- 名前は亮「りょう」だが、獨協大学時代にウィスコンシン州へ1ヶ月の短期留学を行った際、外国人には「りょう」は発音しにくく、そこで呼ばれた「ロイ」を芸名としている[6]。

- 現在では、英字新聞記者をも圧倒し、ダライ・ラマの側近に英語インタビューを行うほど流暢に英語を操るが、子供の頃は、友達を作れず、いじめられており、コンプレックスの塊だった。しかし中学で英語学習の楽しさに目覚め、「もっと英語を得意になれば、自信が持てるかもしれない」と思い、一生懸命勉強し、獨協大学外国語学部英語学科に入学した。しかし大学入学まで会話の勉強を一切していなかったため、大学でもネイティブスピーカー教員の授業に非常に苦労した[6]。

- 大学2年次に履修した、言語学のクラスで「意味論」を学び、それにより英語の理解力が飛躍的に向上した。大学の3年次には意味論を学ぶ為に、毎日何時間も図書館で過ごした[6]。

- 「英語専攻なのだから、英語が出来るのは当たり前。英語はツール」と言われたのをきっかけに、大学4年次に、ジョージア・サウスウェスタン州立大学へ1年間留学し、情報科学とプログラミングを学び、大学卒業後は7年間、システムエンジニアとして働いた[6]。

- 「英語自体は、ツールかもしれないが、学びの過程は、素晴らしい自己成長になりうる」としている。好きな言葉は「You are the creator of your own universe.」[6]。

## 活動
英語嫌いや、英語学習に悩む人々の『症状を診断』し、個別の解決を提供することから、生徒やファンの間では、「Dr. ロイ」や「イングリッシュ・ドクター」の愛称で親しまれている。言語学に脳科学や心理学を組み合わせ、英語としての「発想・思考」を鍛えることに重点を置いた独自のメソッドを開発。2019年までに7500人以上への指導実績を持つ。
- 「英語学習の際、多くの人は『英語が苦手なのは自分のせい』と思いがちだが、実際は英語と日本語が非常に異なった言語である為であり、上手くいかなくても誰も落ち込むべきではない。また英語学習は、本来とても楽しく、そうして学んだ外国語を使用する経験は、とても有意義なものであり、多くの人にその喜びを知ってもらいたい」としている[6]。

- 2010年に「頑張らない英語学習法」を出版。その他、英語学習関連書籍は2019年時点で、合計15万部以上売り上げている。またラジオ番組や、YouTubeなどでも人気を博している[6]。

- 英字新聞社ジャパンタイムズが発行する、週刊英語学習紙「The Japan Times Alpha」 で記事を執筆している[6]。

## 著書

### 「頑張らない英語」シリーズ
- 頑張らない英語学習法(2010年4月8日 あさ出版)
- 頑張らない英文法(2014年2月25日 あさ出版)
- 頑張らない基礎英語(2015年4月25日 あさ出版)
- 頑張らない英会話フレーズ(2015年12月25日 あさ出版)
- 頑張らない英単語記憶法(2016年10月27日)

### その他
- 英語を続ける技術(2012年10月 かんき出版)
- 英語はカタカナから学びなさい！(2015年9月 知的生き方文庫 三笠書房)
- TOEIC L&Rテスト 最強の根本対策 PART1&2(2017年12月 実務教育出版)
- TOEIC L&Rテスト 最強の根本対策 PART5(2018年3月 実務教育出版)
- イングリッシュ・ドクター流 英語が上達しない原因の治し方(2019年4月24日 GOTCHA!新書 アルク)Kindle限定
- サッと読めて忘れない！英単語の語源と本当の意味(2020年4月1日 西澤ロイ事務所)Kindle限定
  - 英字新聞『The Japan Times Alpha』連載コラム「Digging Deep Into Words 〜西澤ロイの英単語深掘り隊！〜」のKindle電子書籍化
- 英語が最短で上達する超シンプル勉強法(2020年5月21日 ごきげんビジネス出版)電子書籍(Kindle)とオンデマンド出版
- 英語を話したいなら、まずは日本語の話し方を変えなさい！(2020年8月22日 SBクリエイティブ)
- サッと読めて忘れない！英単語の語源と本当の意味(2)(2021年3月15日 西澤ロイ事務所)Kindle限定
- 英語学習のつまずき５０の処方箋(2022年8月26日 ディスカヴァー・トゥエンティワン)

## 出演

### ラジオ番組・コーナー

#### 現在
- 2014年 - 西澤ロイの頑張らない英語（レインボータウンFM、第２,４土曜→第２土曜）

#### 終了分
- 2015年 - 2019年 西澤ロイの5 Minutes English（レインボータウンFM）
- 2017年 - 2019年 西澤ロイの英語でSpeak Up!（レインボータウンFM）
- 2017年 - 2019年 今日から英語アタマ（すまいるエフエム『めざせ！スキ度UP』内のコーナー）
- 2019年 - 2020年 西澤ロイのスキ度UPイングリッシュ（すまいるエフエム）
- 2020年 - 2022年 Nanjo、英語にチャレンジします。withイングリッシュ・ドクター（富士山GOGOエフエム）